# Ballsaal

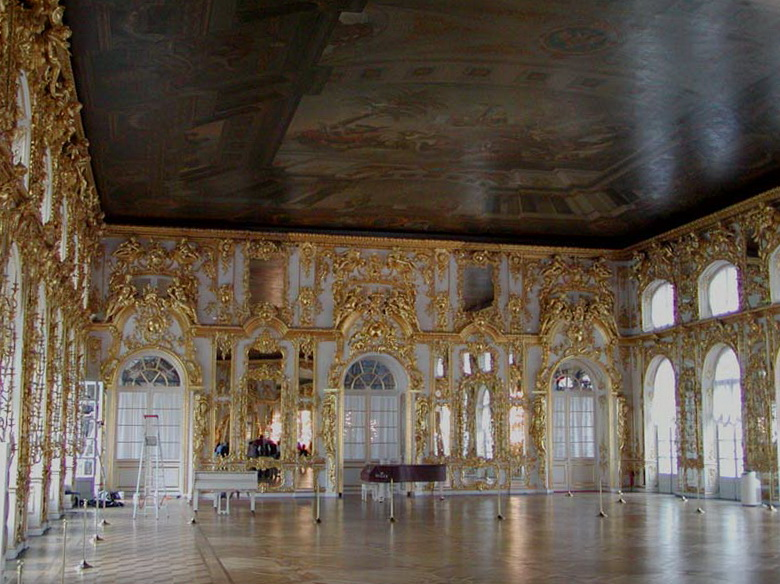
Aristokratischer Ballsaal aus dem 18. Jahrhundert im Katharinenpalast

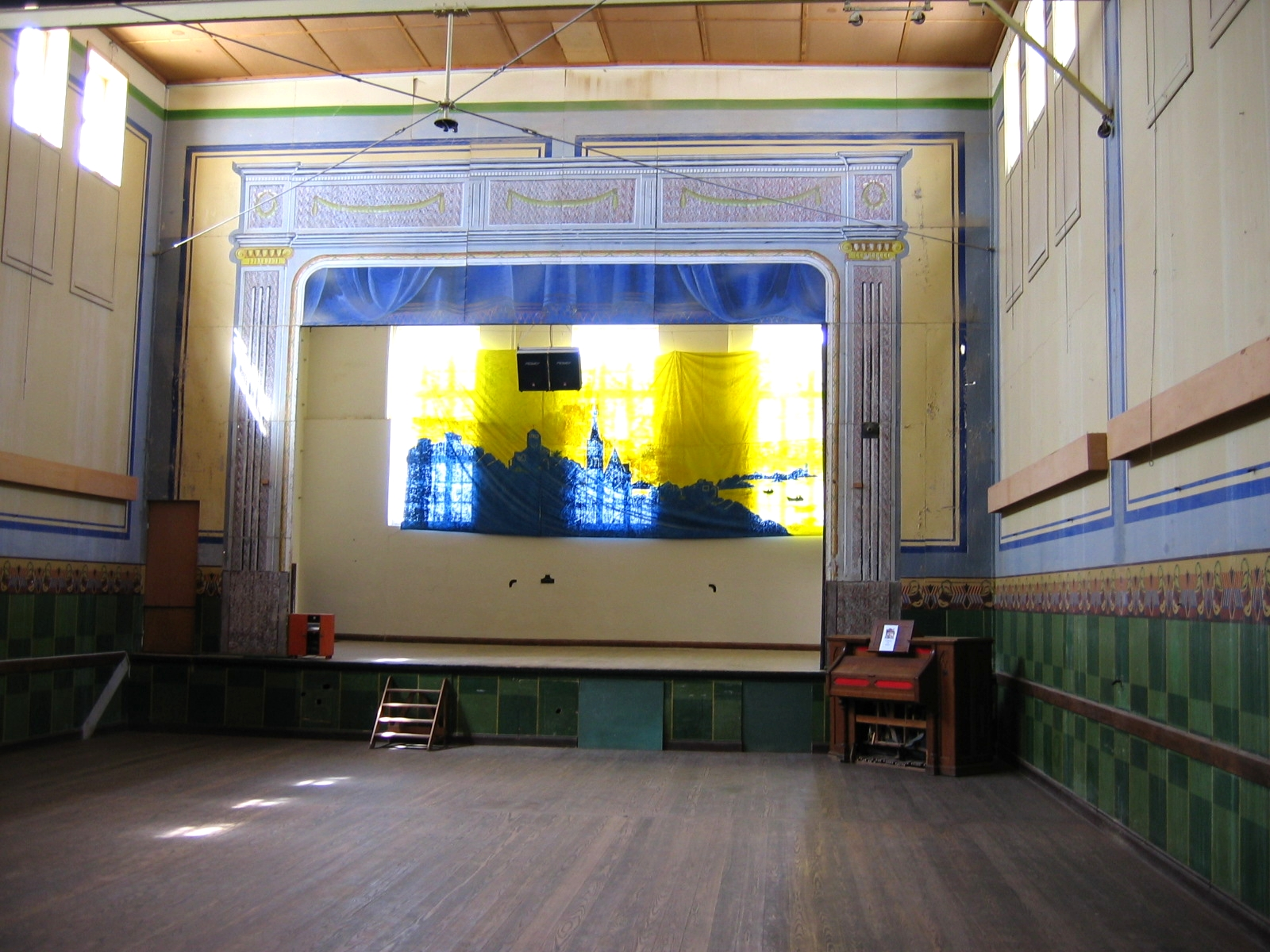
Bürgerlicher Ballsaal (ca. 1910) aus der Geisterstadt Kolmanskuppe, Namibia

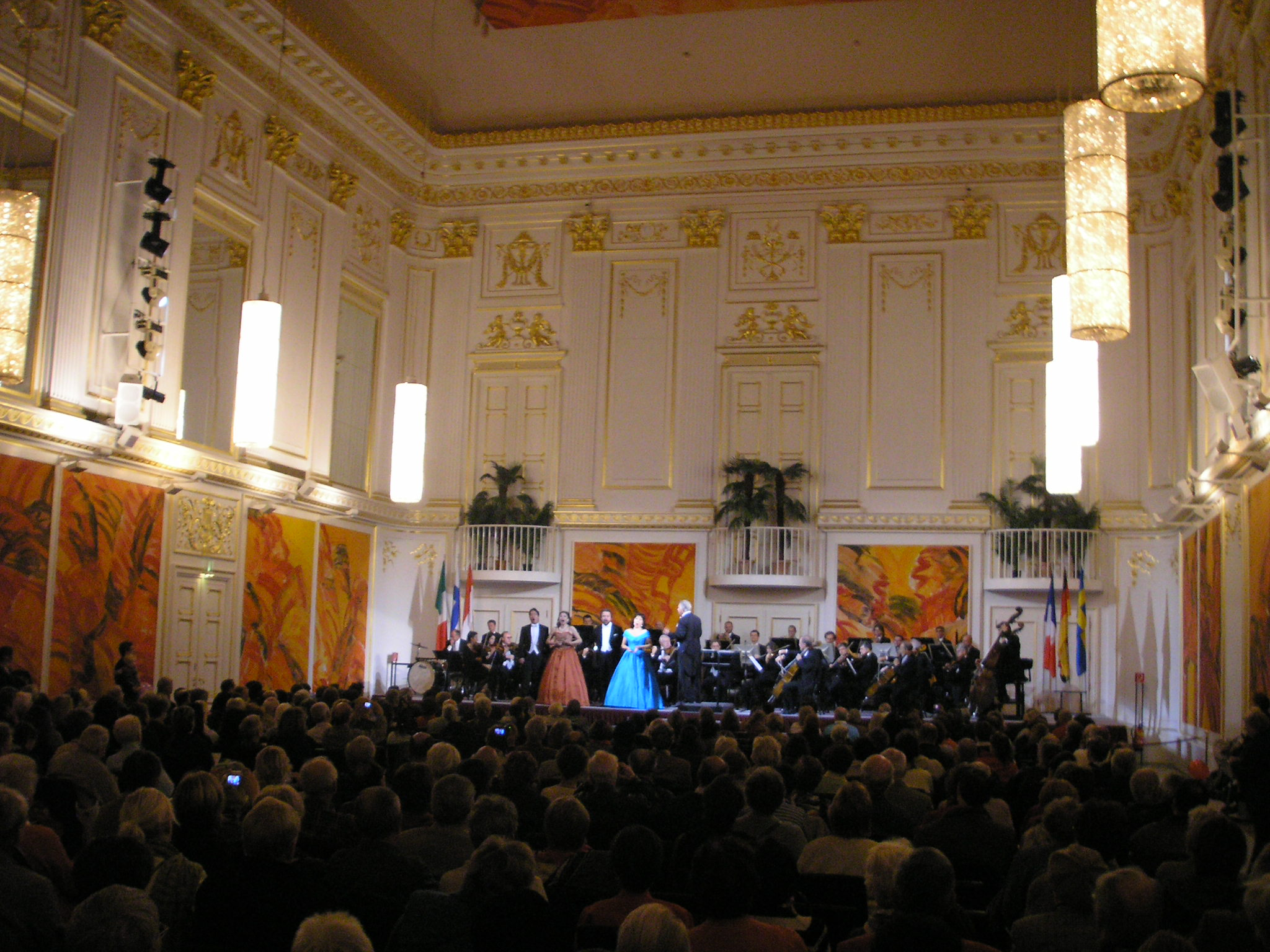
Großer Redoutensaal der Wiener Hofburg

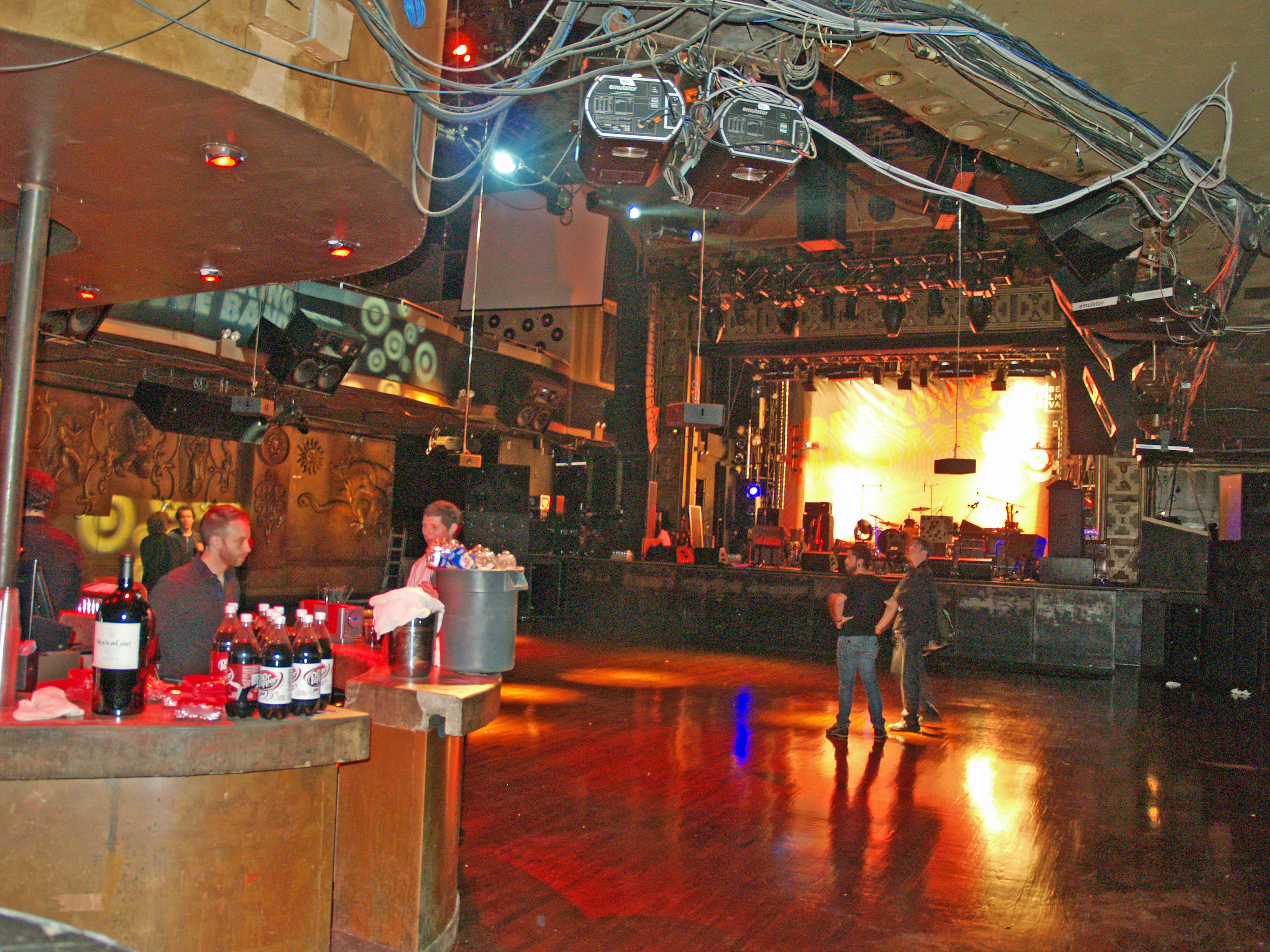
Webster Hall, New York City

Ein Ballsaal (von „Ball“ im Sinne von „Tanzball“; von italienisch ballo „Tanz“), auch Redoute und englisch Ballroom genannt, ist ein vornehmer, repräsentativer Saal, an dem Tanzbälle abgehalten werden.

## Von der aristokratischen zur bürgerlichen Öffentlichkeit
Im Unterschied zum einfachen Tanzboden war der Ballsaal im 17./18. Jahrhundert eine aristokratische Einrichtung und ein Bestandteil von Schlössern. Die Redouten, die am Ende des 17. Jahrhunderts in Mode kamen, waren für Maskenbälle und das Menuett als hauptsächlichen Tanz vorgesehen.
Solange noch keine festen Stuhlreihen installiert waren, konnte auch das Parkett von Theatern als Ballsaal genutzt werden – wie heute noch beim Wiener Opernball, für den die mittlerweile feste Bestuhlung im Parterre demontiert wird.
Im 19. Jahrhundert wurden dann zahlreiche bürgerliche Ballsäle gebaut, die sich über Eintrittsgebühren finanzierten. Viele dieser Ballsäle waren mit Gaststätten kombiniert. Zur Hauptsache wurden dort Walzer und andere Paartänze getanzt.
Die große Tanzfläche in Ballsälen ermöglicht Kontratänze, also tänzerische Gesellschaftsspiele zwischen mehreren Paaren wie die Quadrille. Um die Tanzfläche herum gab es Zuschauerplätze, oft auch Logen und Séparées. Seit dem Wiener Kongress 1814/1815 waren Diplomatie und Ballsaal eng verbunden. Der Ballsaal wurde zum Inbegriff des „Mondänen“.

## Bauliche Eigenschaften und aktuelle Nutzungen
Ballsäle besaßen hohe Decken und sind deshalb schwer zu heizen und aufwendig zu erhalten. Weil die Tanzmusik live gespielt wurde, mussten Ballsäle eine geeignete Akustik haben. Für die eleganten Schuhe der Tänzer (vgl. Tanzschuh) brauchte es zudem ein geeignetes Parkett. Für die Musik sorgten spezialisierte Tanz-Kapellen, die hauptsächlich aus Streichinstrumenten bestanden und unter der Leitung des Primgeigers (wie Johann Strauss (Vater) und Johann Strauss (Sohn)) die ganze Nacht hindurch spielten. Sie waren noch nicht so klangstark wie die Blaskapellen des 20. Jahrhunderts und brauchten genügend Nachhall. Die Allgemeine Musikalische Zeitung beklagte 1870, dass der heute für seine Akustik gelobte Saal des Wiener Musikvereins eher als Ballsaal denn als Konzertsaal gebaut worden sei.
Einige Ballsäle wie die Wiener Sofiensäle wurden je nach Jahreszeit auch als Schwimmhallen verwendet. Seit die gesellschaftliche Bedeutung der Bälle schwand, also zunehmend nach dem Ende des Ersten Weltkriegs, wurden die meisten Ballsäle umgenutzt oder abgerissen. Nur wenige Ballsäle sind heute noch als Nachtclubs oder Diskotheken in Gebrauch wie die 1886 erbaute Webster Hall in New York City, die mittlerweile unter Denkmalschutz steht. Ein weiteres berühmtes Beispiel sind die Redoutensäle der Wiener Hofburg. Sie wurden im 18. Jahrhundert unter Maria Theresia erbaut und werden auch heute noch als Konzert- und Veranstaltungssäle verwendet.
Zahlreiche Hotels (aber auch große Passagierdampfer), die um 1900 herum gebaut wurden, besaßen Ballsäle. Viele sind heute zu groß, um im normalen Betrieb genutzt werden zu können. Im Ballsaal des Hotels Post in Wien ist heute die Wiener Kammeroper eingerichtet, im Ballsaal des Hotels National in Bern befindet sich ein Kino, der Bowery Ballroom in Manhattan wird hauptsächlich für Konzerte genutzt.
Oft verwechselt mit dem Ballsaal wird das Ballhaus, so wie das berühmte Ballhaus in Versailles, in dem Ball gespielt wurde, eine Vorform des Tennis, die Jeu de Paume genannt wurde. Manche dieser Ballhäuser wurden nach dem Abflauen der Ballspielmode in Theaterräume oder Tanzsäle umfunktioniert.